# Wirley Contaifer
Wirley Contaifer (Duque de Caxias, 21 de setembro de 1990) é um dublador brasileiro. De ascendência ítalo-germânica, é considerado um dos nomes de maior talento entre os jovens da dublagem brasileira. Sua primeira atividade profissional se deu em 28 de maio de 2005, aos quatorze anos de idade, na dublagem do longa-metragem Cruzada, dirigido por Ricardo Schnetzer, nos estúdios da Audio Corp. Em 2012, foi finalista na categoria "Ator ou atriz revelação em dublagem" - pelo personagem (Dr.) Sidney Miller, em "V - Visitantes" -, no "1º Prêmio da dublagem carioca".
Em mais de dez anos de atividade como dublador, é possível sublinhar os seguintes personagens como uns dos principais dublados por ele: o Michelangelo de "As Tartarugas Ninja" (2014) e "As Tartarugas Ninja: Fora das sombras", o Peter Parker/Homem-Aranha de Homem-Aranha: De Volta ao Lar e "Vingadores: Guerra Infinita", o Caleb de "Divergente", "A série Divergente: Insurgente" e "A série Divergente: Convergente", a Unique ("Wade Adams") de "Glee", o Simon Lewis de "Shadowhunters", o Ben Starling de "Cidades de papel", o Belson de "Clarêncio, o otimista", o Lincoln Loud de "The Loud House", o Stavo de "Scream" (2015), o Chuck de "Maze runner: Correr ou morrer", o Batata e o Clayton de "O Incrível Mundo de Gumball", o Champ de "Goosebumps: Monstros e arrepios", o Lenihan de "Invasão do mundo: Batalha de Los Angeles", o Warren Blake de A Família. Dublou também Dona Kiki, em Sing. Wirley foi a voz de Mick Jagger no filme Performance.

## Dublagens

### Atores
| Atores      | Produções dubladas e respectivos personagens (e temporadas e episódios, quando em séries) |
| ----------- | --- |
| Tom Holland | "Capitão América: Guerra Civil" (Peter Parker/Homem-Aranha); Hollywood on set (ele mesmo); "Z: A Cidade Perdida" (Jack Fawcett); A Peregrinação (Irmão Diarmuid); "Homem-Aranha: De Volta ao Lar" (Peter Parker/Homem-Aranha); "Vingadores: Guerra Infinita" (Peter Parker/Homem-Aranha); "Vingadores: Ultimato" (Peter Parker/Homem-Aranha); "Homem-Aranha: Longe de Casa" (Peter Parker/Homem-Aranha); "Homem-Aranha: Sem Volta para Casa" (Peter Parker/Homem-Aranha) |
| Mick Jagger | Turner em Performance. |

Recorrentes
| Ator         | Produções                                     | Personagem                          |
| ------------ | --------------------------------------------- | ----------------------------------- |
| Tom Holland  | "Capitão América: Guerra Civil"               | Peter Parker / Homem-Aranha         |
| Tom Holland  | "Homem-Aranha: De Volta ao Lar"               | Peter Parker / Homem-Aranha         |
| Tom Holland  | "Homem-Aranha: Longe de Casa"                 | Peter Parker / Homem-Aranha         |
| Tom Holland  | "Vingadores: Guerra Infinita"                 | Peter Parker / Homem-Aranha         |
| Tom Holland  | "Vingadores: Ultimato"                        | Peter Parker / Homem-Aranha         |
| Tom Holland  | "Homem-Aranha: Sem Volta para Casa"           | Peter Parker / Homem-Aranha         |
| Tom Holland  | "O Diabo de Cada Dia"                         | Arvin Eugene Russell                |
| Tom Holland  | "Cherry"                                      | Cherry                              |
| Tom Holland  | "Mundo em Caos"                               | Todd Hewitt                         |
| Tom Holland  | "Z - A Cidade Perdida"                        | Jack Fawcett                        |
| Tom Holland  | "A Peregrinação"                              | Irmão Diarmuid                      |
| Tom Holland  | "Dois Irmãos: Uma Jornada Fantástica"         | Ian Lightfoot                       |
| Tom Holland  | "Hollywood on set" - 6x30                     | 'Ele mesmo'                         |
| Ansel Elgort | "Divergente"                                  | Caleb Prior                         |
| Ansel Elgort | "A série Divergente: Insurgente"              | Caleb Prior                         |
| Ansel Elgort | "A série Divergente: Convergente"             | Caleb Prior                         |
| Ansel Elgort | "Baby Driver"                                 | Baby                                |
| Ansel Elgort | "Homens, mulheres e filhos"                   | Tim Mooney                          |
| Ansel Elgort | "Hollywood on set" - 6x41                     | 'Ele mesmo'                         |
| Noel Fisher  | "Invasão do mundo: Batalha de Los Angeles"    | Shaun Lenihan                       |
| Noel Fisher  | "Lei e ordem: Unidade de vítimas especiais" - | Dale Stuckey - 10ª temporada        |
| Noel Fisher  | "As Tartarugas Ninja" (2014)                  | Michelangelo / Michelangelo criança |
| Noel Fisher  | "As Tartarugas Ninja: Fora das sombras"       | Michelangelo                        |
| Logan Miller | "Escape room"                                 | Ben                                 |
| Logan Miller | "Growing up Fisher" - 1x09/10/11              | Anthony Hooper                      |
| Logan Miller | "+1"                                          | Teddy                               |
| Logan Miller | "Quatro Vidas de um Cachorro"                 | Todd                                |
| Logan Miller | "Com Amor, Simon"                             | Martin Addison                      |

### Desenhos animados
| Desenhos dublados                       | Personagem                               |
| --------------------------------------- | ---------------------------------------- |
| "The Loud House"                        | Lincoln Loud                             |
| "Marvel's Spider-Man"                   | Peter Parker / Homem-Aranha              |
| "What If...?"                           | Peter Parker / Homem-Aranha              |
| "Seu Amigão da Vizinhança Homem-Aranha" | Peter Parker / Homem-Aranha              |
| "Os Jovens Titãs em Ação"               | Michelangelo                             |
| "O Incrível Mundo de Gumball"           | Batata                                   |
| "Clarêncio o Otimista"                  | Belson                                   |
| "Power Players"                         | Axel                                     |
| "Batman - Os Bravos e Destemidos"       | Capitão Marvel Jr.                       |
| "Tara Duncan"                           | Robin                                    |
| Digimon Adventure 02: The Beginning     | Takeru Takaishi / Takeru "T.K." Takaishi |

## Prêmios e indicações
| Ano  | Prêmio                     | Categoria                           | Trabalho                               | Resultado |
| ---- | -------------------------- | ----------------------------------- | -------------------------------------- | --------- |
| 2012 | Prêmio da Dublagem Carioca | Ator ou atriz revelação em dublagem | Dr. Sidney Miller – V                  | Indicado  |
| 2022 | Cubo de Ouro               | Dublagem geek do ano                | Peter Parker – Spider-Man: No Way Home | Venceu    |